# Musée Matisse (Nizza)

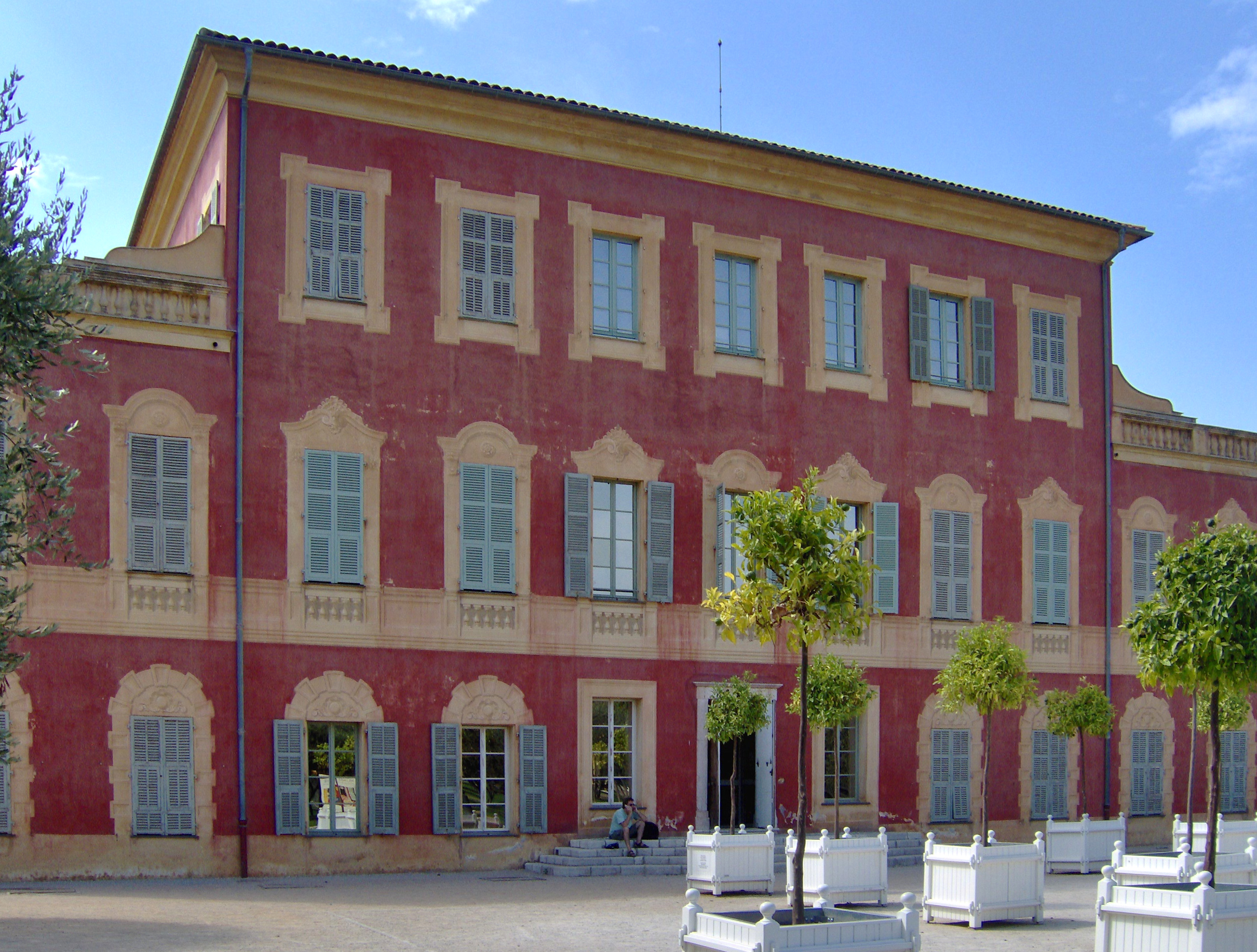
Das Musée Matisse in Nizza

Das Musée Matisse in Nizza ist ein dem französischen Maler Henri Matisse gewidmetes Kunstmuseum, das 1963 eröffnet wurde. Seine Sammlung zeigt in Beispielen Matisse’ Werk aus allen Perioden. Standort des Museums ist die Villa des Arènes, ein Haus aus dem 17. Jahrhundert, gelegen im Ortsteil Cimiez, 164, Avenue des Arènes de Cimiez. Außer der permanenten Kollektion werden auch Sonderausstellungen gezeigt.

## Geschichte

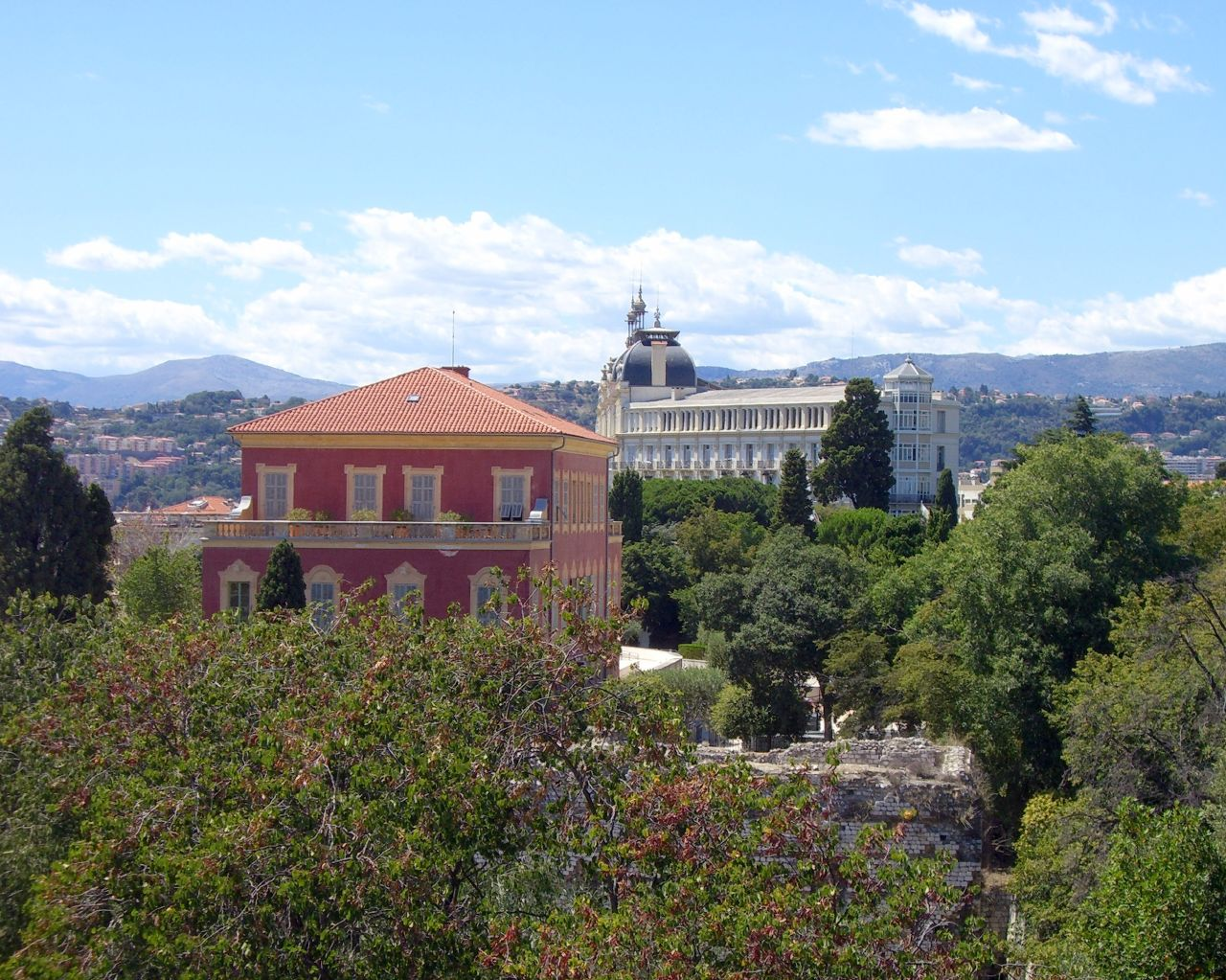
Im Vordergrund das Musée Matisse, im Hintergrund das Hotel Régina, in dem Matisse im Alter wohnte

Das Gebäude wurde von 1670 bis 1685 erbaut und hieß damals nach seinem Besitzer, Jean-Baptiste Gubernatis, Palais Gubernatis. 1823 wurde es Eigentum von Raymond Garin de Cocconato, der es zu einem bürgerlichen Wohnhaus umbauen ließ. 100 Jahre später, 1923, wurde die Villa Garin de Cocconato an eine private Gesellschaft verkauft. 1950 erhielt die Villa ihren jetzigen Namen, Villa des Arènes, nachdem die Stadt Nizza sie erworben hatte.

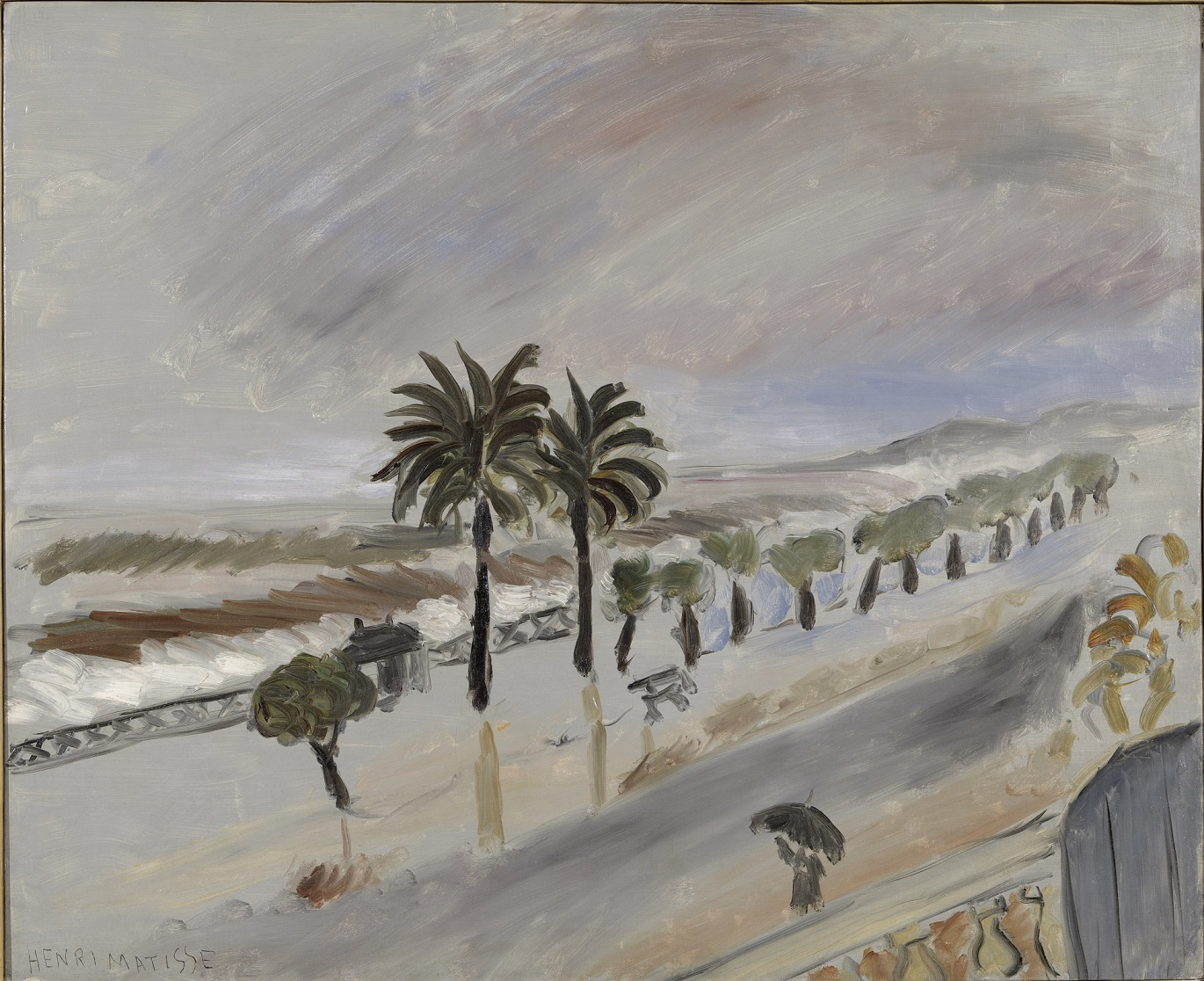
Henri Matisse: Tempête à Nice, 1919/20

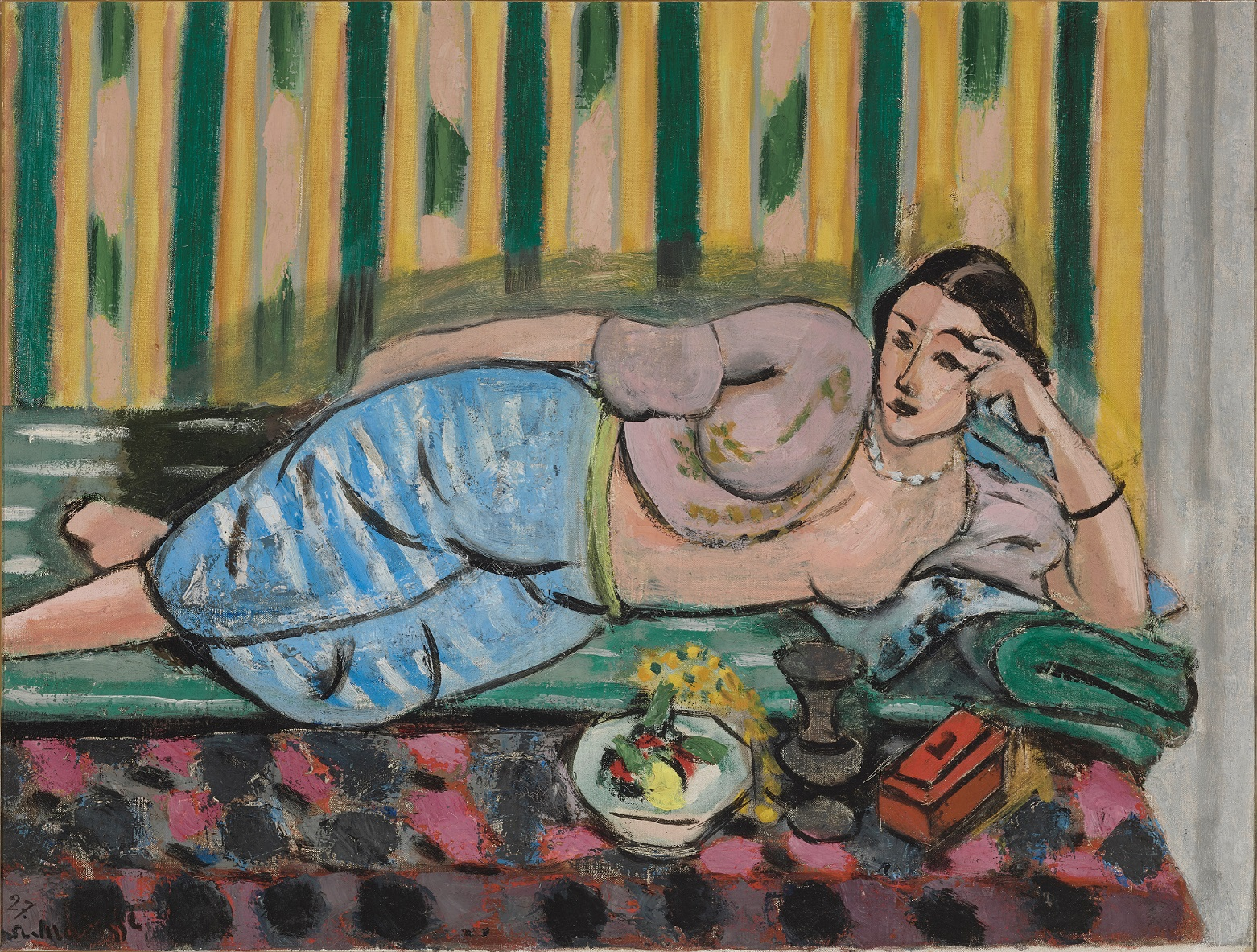
Henri Matisse: Odalisque au coffret rouge, 1927

Das Museum wurde 1963 im ersten Stock des Hauses eröffnet. Im Erdgeschoss befand sich ein Archäologisches Museum, das 1989 umzog, und daher eine Erweiterung des Musée Matisse möglich wurde. Nach vier Jahren Umbauarbeiten – ein neuer Flügel wurde neben Renovierungsarbeiten hinzugefügt – wurde es 1993 wiedereröffnet und bietet seit diesem Zeitpunkt die Möglichkeit, die gesamte Sammlung samt den Neuerwerbungen und Schenkungen seit 1963 auszustellen.

## Sammlung
Die permanente Kollektion des Museums enthält viele Werke, die Matisse, der von 1917 bis zu seinem Tod im Jahr 1954 in Nizza lebte, dem Museum überlassen hatte, sowie Donationen der Erben des Künstlers und des französischen Staates. In der Sammlung enthalten sind 68 Gemälde und gouaches découpées, 236 Zeichnungen, 218 Gravuren, 57 Skulpturen und 14 von Matisse illustrierte Bücher, darunter Jazz, sowie 95 Fotografien. Ferner gehören dazu 187 Objekte, die in Matisse’ Eigentum waren, wie Serigrafien, Tapisserien, Keramik, Glasfenster und Dokumente.

## Sonstiges
Ein weiteres Musée Matisse ist bereits 1952 in Matisse’ Geburtsort Le Cateau-Cambrésis durch den Künstler gegründet worden.